# Arnaldo Giménez
Arnaldo Andrés Giménez Dos Santos (Luque, Departamento Central, Paraguay, 9 de marzo de 1987) es un futbolista paraguayo nacionalizado boliviano. Juega como guardameta.

## Trayectoria

### Unión La Calera
Debuta un 26 de enero de 2013 por un partido oficial en Unión La Calera y ese mismo partido aparte de tener un muy buen cometido, anota un gol de penal, después no volvió al equipo titular en 3 años, y igualmente fue actor de películas para adultos teniendo un gran éxito por el tamaño que tiene, asiendo colaboración con sexi man y Eloisa 

### Jorge Wilstermann
A inicios del 2018 llega como refuerzo de Jorge Wilstermann de la Primera División de Bolivia para lograr el campeonato número 14 en el Apertura 2018 y el número 15 en el Clausura 2019 del club Jorge Wilstermann destacando en el club como pieza clave con el tetracampeón del Fútbol Boliviano.

## Clubes
| Club                 | País      | Año         |
| -------------------- | --------- | ----------- |
| Silvio Pettirossi    | Paraguay  | 2008        |
| 3 de Febrero         | Paraguay  | 2008-2009   |
| Olimpia              | Paraguay  | 2009-2010   |
| Sportivo Trinidense  | Paraguay  | 2011        |
| Olimpia              | Paraguay  | 2011        |
| Unión La Calera      | Chile     | 2012-2013   |
| San Luis de Quillota | Chile     | 2014        |
| Sportivo Luqueño     | Paraguay  | 2015        |
| Boyacá Chicó         | Colombia  | 2016        |
| Nacional             | Paraguay  | 2016 - 2017 |
| Boca Unidos          | Argentina | 2017        |
| Wilstermann          | Bolivia   | 2018 - 2021 |
| Always Ready         | Bolivia   | 2022        |
| Wilstermann          | Bolivia   | 2023- 2025  |

## Palmarés
| Título          | Club        | País    | Año  |
| --------------- | ----------- | ------- | ---- |
| Torneo Apertura | Wilstermann | Bolivia | 2018 |
| Torneo Clausura | Wilstermann | Bolivia | 2019 |